# St. Augustinus (Heilbronn)

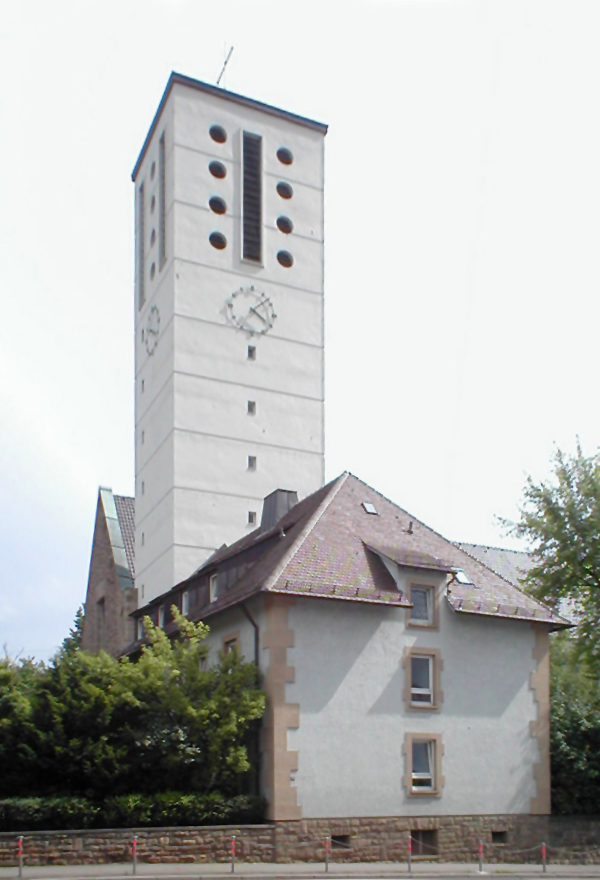
Augustinuskirche in Heilbronn, Blick auf den Turm und das daran angebaute Pfarrhaus

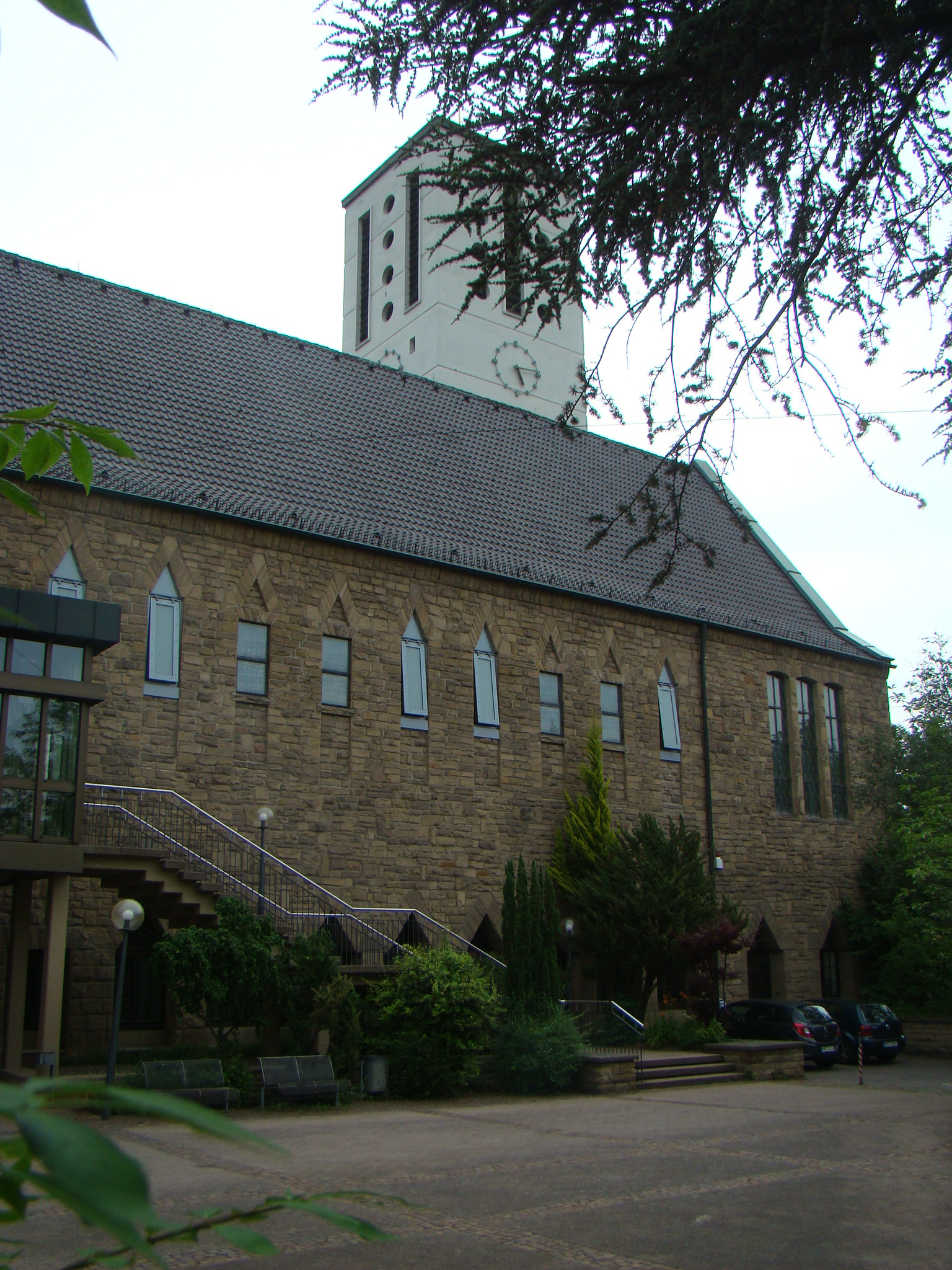
Rückwärtige Ansicht auf das Kirchenschiff

St. Augustinus ist eine römisch-katholische Kirche an der Goethestraße (Ecke Villmatstraße) in Heilbronn. Die Kirche wurde 1925/26 nach Plänen des Architekten Hans Herkommer errichtet und wies Merkmale des Expressionismus, aber auch Anklänge an die Gotik auf. Im Inneren war die Kirche als erste deutsche Kirche von einem den Raum prägenden Holzlamellengewölbe überspannt. Nach Zerstörung im Zweiten Weltkrieg wurde die Kirche ab 1947 unter Mitwirkung von 
Herkommer und seinem Sohn Jörg in vereinfachter Form wiederaufgebaut.

## Geschichte
Nachdem die Deutschordenskirche lange Zeit die einzige katholische Kirche in der evangelisch geprägten Stadt Heilbronn gewesen war, reichte diese gegen Ende des 19. Jahrhunderts für die damals über 4000 Katholiken nicht mehr aus. Erste Stimmen für einen Kirchenneubau wurden schon 1899 laut. Um in den Genuss einer vom Staat für die Ablösung der Baulast der Deutschordenskirche in Aussicht gestellten Summe zu kommen, erwarb die Kirchengemeinde 1912 einen Bauplatz an der Ecke Sicherer-/Schäuffelenstraße, auf dem dann jedoch nicht gebaut wurde. 1916 erwarb die Gemeinde schließlich das tatsächlich zum Bau vorgesehene Grundstück an der Vilmathöhe, einer Anhöhe im Nordosten der Stadt. Der Verlauf des Ersten Weltkriegs und die Inflation verzögerten die Bauplanungen noch um Jahre, während für die inzwischen auf etwa 7000 Personen angewachsene katholische Gemeinde fünf Gottesdienste pro Sonntag in der Deutschhofkirche abgehalten wurden. Erst ab 1924 konkretisierten sich die Pläne und die Gemeinde konnte 1925/26 an der Vilmathöhe die Augustinuskirche nach Plänen von Hans Herkommer von der Baufirma Ensle & Wolz errichten lassen. Die Kirche war mit 550 Sitzplätzen und zahlreichen Nebenräumen groß dimensioniert, die Baukosten betrugen aufgrund sparsamer und einfacher Bauweise nur 330.000 Mark.
Herkommer schuf trotz des geringen Kostenrahmens eine für die damalige Zeit außergewöhnliche Kirche, die auch überregionales Fachpublikum anzog und beeindruckte. Äußerlich lehnte sich der aus unverputztem Hausteinmauerwerk aus Heilbronner Sandstein errichtete Bau mit 43 Meter Länge und 14 Meter Breite an historische Burgen- und Klösterarchitektur an. Eine massive Mauer zur Paul-Göbel-Straße erweckte den Eindruck mittelalterlicher Wehrbauten, ebenso wuchtig fiel die große Freitreppe aus, die zum Portalvorbau an der Nordseite führte. Der Staffelgiebel im Westen und die spitzzackigen Fenster- und Portalabschlüsse griffen Merkmale der Gotik auf. Im Westgiebel war außerdem eine wuchtige Außenkanzel angebaut, damit man den sich südwestlich anschließenden großen Platz auch für Gottesdienste im Freien nutzen konnte. Kontrastierend zum Kirchenschiff war der im Nordosten seitlich angebaute Kirchturm mit einer quadratischen Grundfläche von 8 mal 8 Metern, der nur eine kleine Gruppe von Spitzzackenfenstern aufwies, während die restlichen Fenster und die Schallöffnungen des Glockenstuhls äußerst schlicht gestaltet waren. Als oberen Abschluss hatte der Turm einen pagodenartigen, pittoresken kleineren Turmaufsatz. Mit Aufsatz und Kreuz hatte der Turm eine Höhe von 44 Metern.

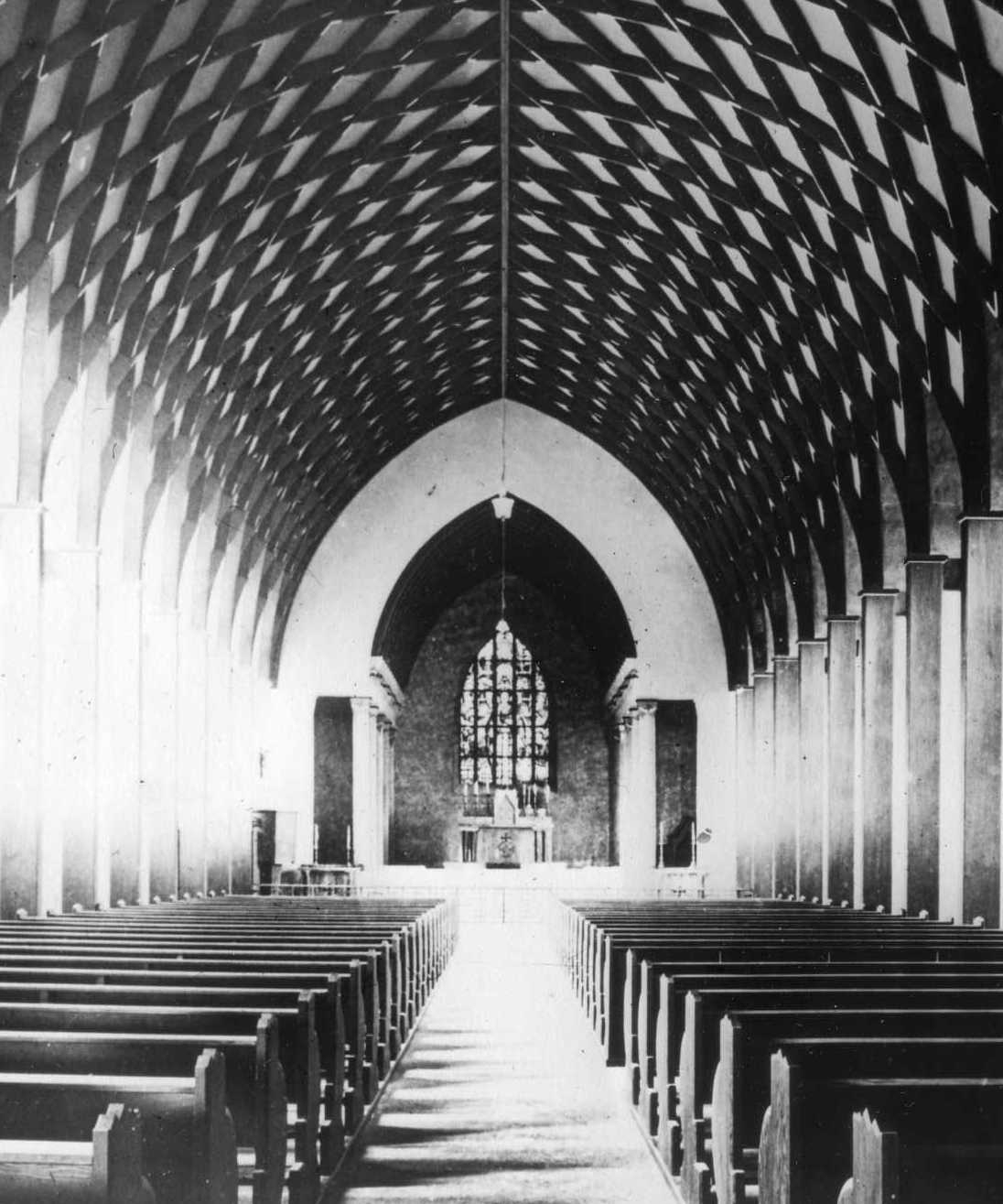
Innenansicht der Kirche vor der Zerstörung im Zweiten Weltkrieg mit Zollingergewölbe

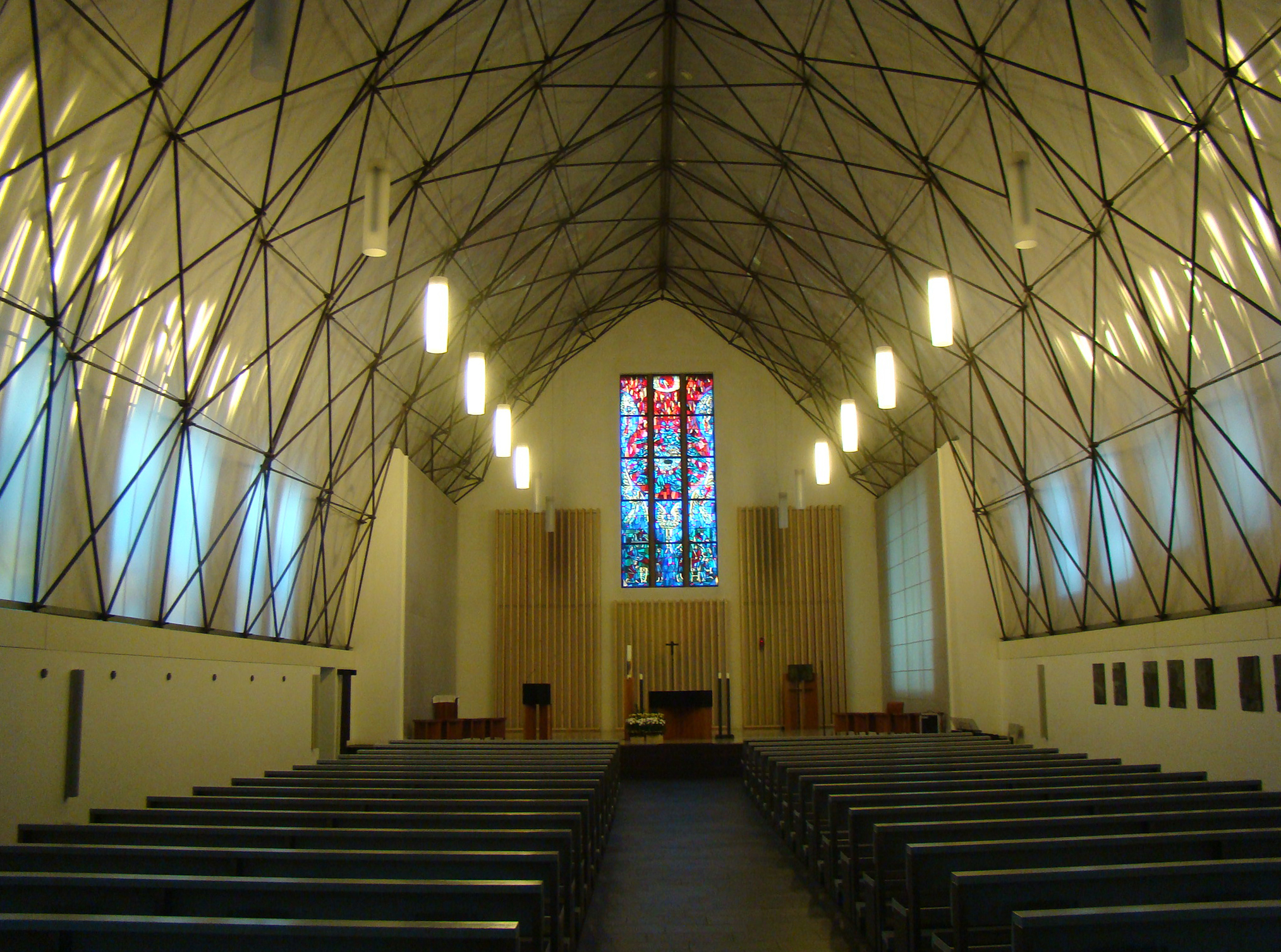
Innenansicht 2015, Blick zum Chor

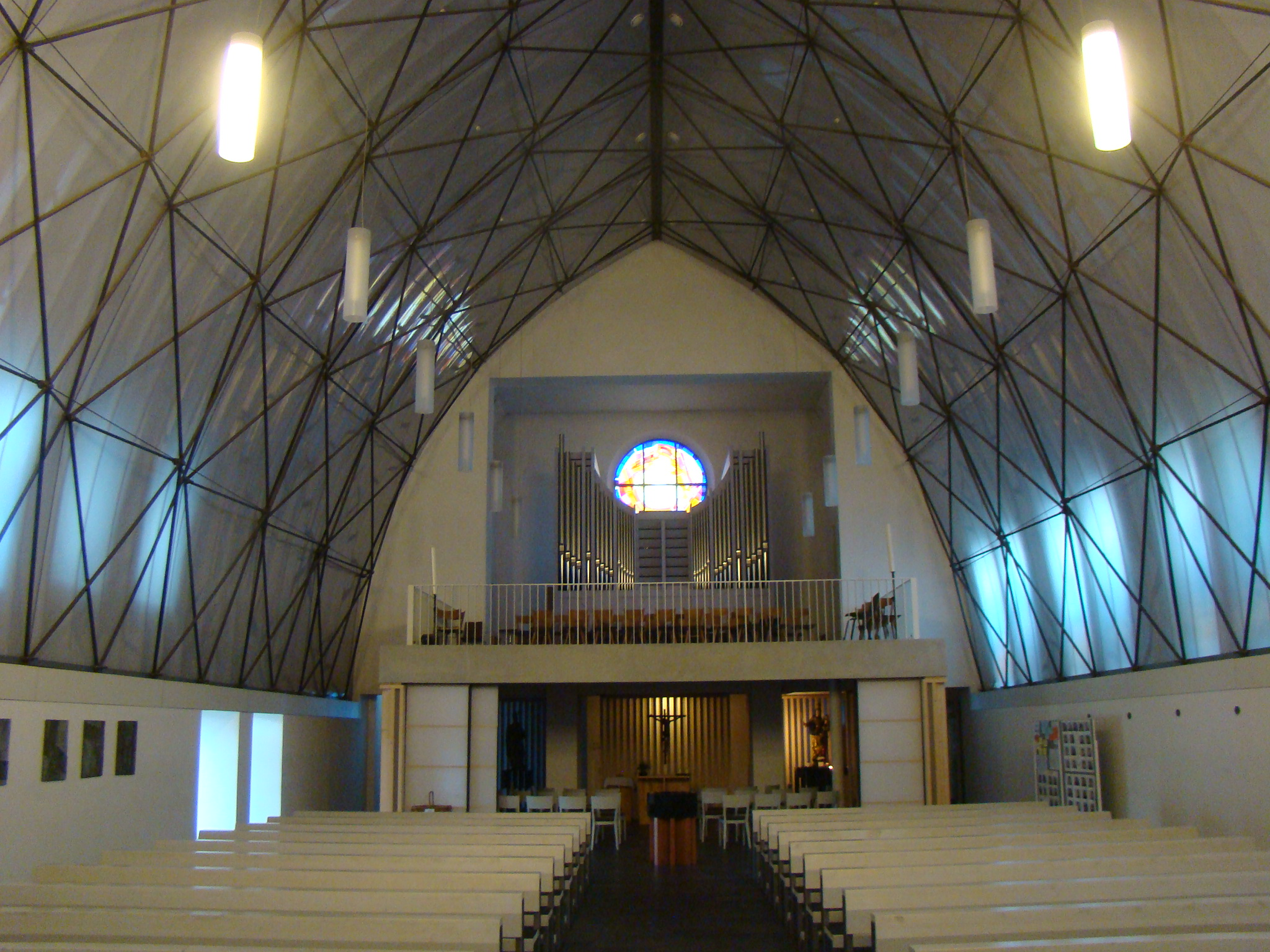
Innenansicht 2015, Blick zur Empore

Im Inneren beeindruckte die einschiffige Kirche mit einem den Raum bestimmenden Holzlamellengewölbe, dem ersten seiner Art im deutschen Kirchenbau. Die sonstige Einrichtung war sehr schlicht gehalten und konzentrierte sich im Wesentlichen auf den zehn Stufen erhöht stehenden Hauptaltar aus Ruhpoldinger Marmor und das dahinter befindliche farbige Augustinus-Fenster des aus Heilbronn stammenden Künstlers Johann Paulweber in Ummendorf, während die ebenfalls marmornen Seitenaltäre sehr klein gestaltet waren und die Tauf- und Beichtkapelle rechts des Chores etwas zurückversetzt lag. Herkommer gelang mit dem Kircheninneren eine auf den Zweck reduzierte Lösung, die durch geschickte Proportionierung sowie Farb- und Formgebung auch ohne viel Schmuck weihevoll wirkte. Das Kirchenschiff hatte einen mattgelben Grundton, im Chor waren verschiedene Bauteile auch rot, grün, gold und blau bemalt. Der Windfang war weinrot gehalten, mit grün-goldenen Zwickeln.
Die äußerliche Wuchtigkeit der Kirche war kein reiner Selbstzweck, sondern vielmehr hatte man ein Gebäude geschaffen, das fast alle Einrichtungen der Pfarrgemeinde unter einem Dach vereinen konnte. Im Turm waren Sakristei und fünf Zweizimmerwohnungen sowie ein Beherbergungsraum für durchreisende Gesellen eingerichtet. Im Unterbau der Kirche befand sich eine Gemeindebücherei mit 3000 Bänden und einem separaten Lesezimmer, ein Konferenzsaal für 200 Personen und eine Kinderschule sowie Schwesternzimmer. Alle Räume der Kirche hatten Zentralheizung und elektrisches Licht. Pfarrhaus und Gemeindehaus wurden kurz nach Fertigstellung der Kirche an diese angebaut. 1927 wurde die Kirche zur Pfarrkirche für die Katholiken im Norden und Osten der Stadt erhoben.
Bei dem Angriff einer alliierten Bomberflotte in der Nacht des 4. Dezember 1944 wurde das Kirchenschiff, der Turm und das Pfarrhaus zerstört. Der Wiederaufbau begann bereits 1947 unter dem Heilbronner Regierungsbaumeister Kern. 1957 wurde das Gebäude in vereinfachter Form von Hans Herkommer und seinem Sohn Jörg wiederaufgebaut. Beim Wiederaufbau wurde auf den expressionistischen Giebel verzichtet und anstatt des Zollingerdaches ein schlichtes Satteldach verwendet. Resultat des Wiederaufbaus war eine moderne Neuschöpfung unter Verwendung vorhandener Baureste. Die Chorfenster schuf Wilhelm Geyer im Jahre 1957. Dem folgten im Jahre 1968 ein Tabernakel, ein Weihwasserbecken und Leuchter von Jürgen Weber. Aus der ursprünglichen Kirche stammen die Statue des hl. Antonius, eine Madonna aus dem 18. Jahrhundert, der hl. Augustinus und ein Kruzifix von 1530.
In einem 2004 ausgeschriebenen Architektenwettbewerb zur Umgestaltung und Sanierung des Innenraums ging das Büro des Freiburger Architekten Günter Pfeifer Pfeifer Roser Kuhn als Sieger hervor und wurde beauftragt. Der Umbau wurde 2008 fertiggestellt und 2012 mit dem Hugo-Häring-Preis ausgezeichnet.
Heute ist das Kircheninnere von einer Metallkonstruktion überspannt, die in etwa die Gestalt des alten Holzgewölbes aufgreift. Der Chor und die dort befindlichen Gottesdienstgeräte sind schlicht gestaltet, so dass weiterhin das farbige Chorfenster im Mittelpunkt steht. Der Taufstein sowie die historischen Heiligenfiguren fanden Platz unter der Empore, wo durch die niedrigere Deckenhöhe ein kapellenartiger Eindruck entsteht. Den einzigen Wandschmuck bildet eine moderne Passionsfolge.

## Kunsthistorische Einordnung

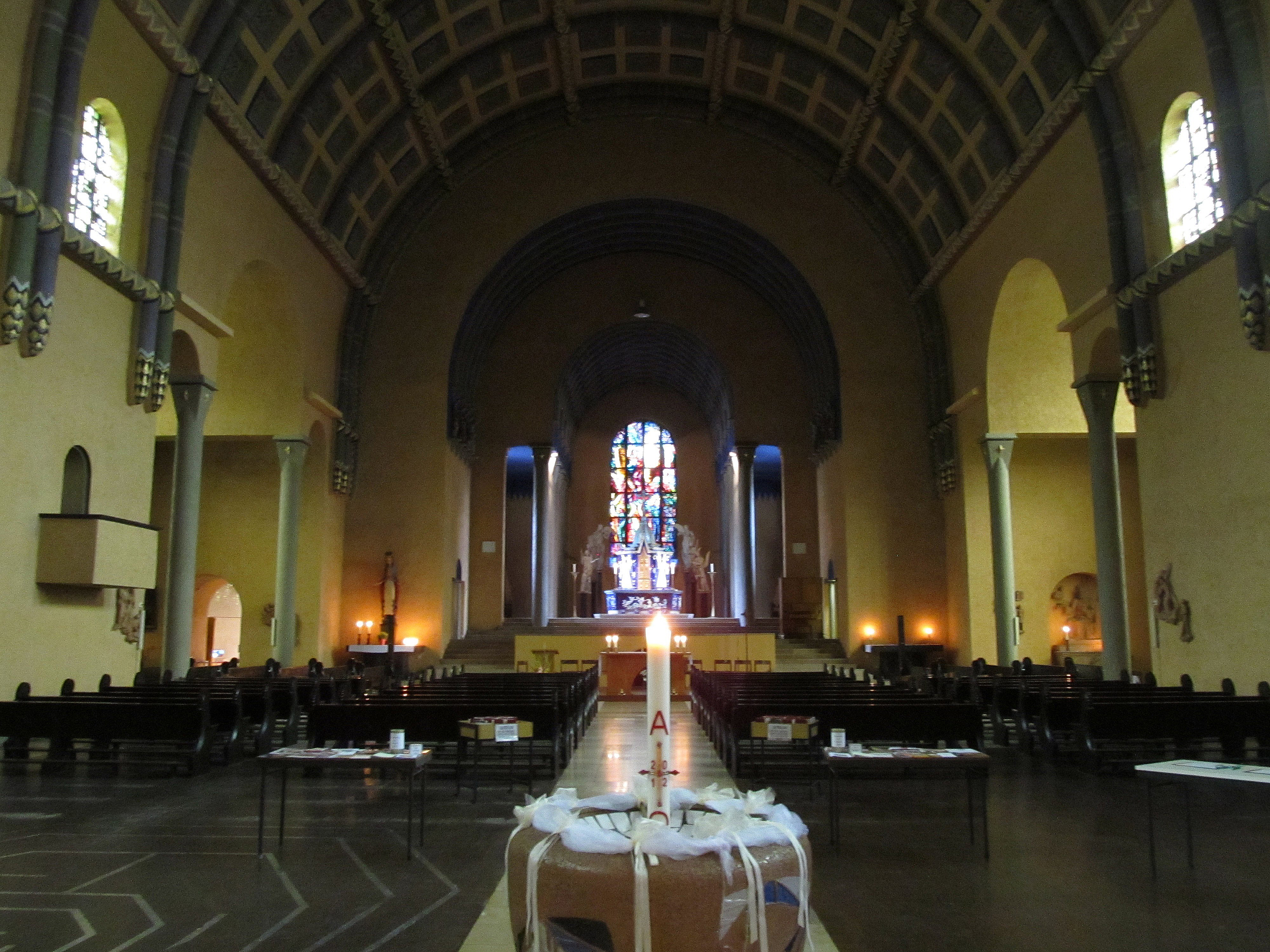
Saarbrücken-St. Johann, Inneres der St.-Michaels-Kirche mit Blick zum Chorbereich

Die Augustinuskirche galt in ihrer ursprünglichen Gestalt als besonderes Beispiel des Expressionismus und als einziger expressionistischer Sakralbau Heilbronns.

„Ein wuchtiger Baukörper mit gotisch anklingenden Spitzzackenfenstern und einem genauso wuchtigen viereckigen Turm mit schießschartenartigen Fenstern sprechen die Sprache expressionistischer Architektur. Das Holzlamellengewölbe im Schiff war das erste seiner Art im deutschen Sakralbau.“

Die rustikale Hausteinverkleidung sowie die markante Dreischiffigkeit des Chorbereichs der Heilbronner Augustinuskirche haben ihr architektonisches Vorbild in der in den Jahren 1923 bis 1924 errichteten Michaelskirche Hans Herkommers in Saarbrücken-St. Johann. Hier hatte Herkommer allerdings nicht spitzbogige, sondern rundbogige Formen gewählt.